# Банья (каста)

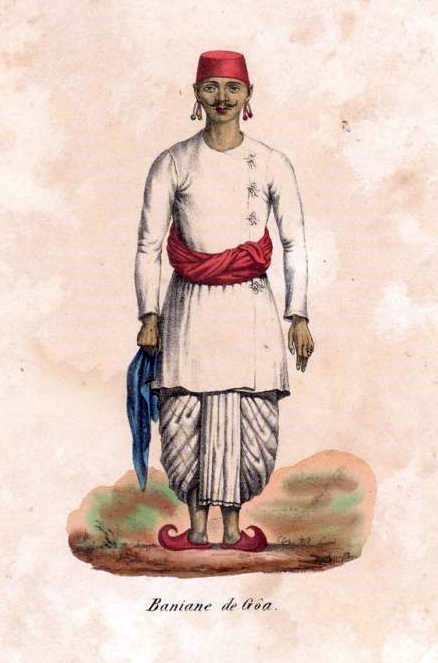
Представитель касты банья из Гоа. Рисунок XIX века

Банья (также бания, баниа, бханья, ванья и вани) — наиболее влиятельная торгово-финансовая каста Индии и Непала, относящаяся к варне вайшья. Исторически из её среды выходили крупные торговцы, банкиры, ростовщики, менялы, продавцы зерна, специй, хлопка, сахара и масла, а в наше время — владельцы и управляющие многочисленных коммерческих фирм и торгово-промышленных групп. В Индии представители банья исповедуют в основном индуизм и джайнизм (имеются локальные группы сикхов, буддистов и мусульман); банья говорят на хинди, марвари, гуджарати, панджаби, а также на диалектах маратхи и конкани.
Фактически банья — это совокупность торговых подкаст и субэтнических групп, широко распространённых в Северной Индии от Гуджарата и Раджастхана на западе до Западной Бенгалии и Ассама на востоке. Большинство банья эндогамны — они заключают браки или внутри своей подкасты, или с представителями других торговых подкаст сообщества банья. Преимущественно банья проживают в городах, хотя есть небольшое число членов касты, которые живут в сельской местности (землевладельцы, мелкие торговцы и ростовщики). Для банья характерны фамилии Гупта, Агарвал, Лала, Сетх, Вайш, Банья, Баник, Махавар, Саху и Сахукар. В Индии банья прославились тем, что финансировали строительство многочисленных храмов.
В Индии существует неформальное соперничество между банья, которые доминируют в Северной Индии, и четтиарами, которые доминируют в Южной Индии.

## Этимология
Слово «банья» происходит от санскритского ванидж (ваниджья) или банидж, что переводится как «продавец» или «торговец» (однако, не все торговые сообщества относятся к банья и не все банья занимаются исключительно коммерцией). В Западной Индии каста известна как вани или ванья. В Бенгалии термин «банья» применяется ко всем ростовщикам и менялам, а в других регионах Индии он используется более ограниченно, только применительно к представителям определённых каст и сообществ.

## История
Каста банья упоминается во многих хрониках на персидском языке, которые описывают Северную Индию XIII—XVIII веков. Например, гуджаратский диван Али Мухаммад Хан Бахадур описывал банья (баниа) среди высоких каст в социальной иерархии Северной Индии второй половины XVIII века. Универсальный термин «банья» служил для обозначения всех торговых каст Северной Индии и был идентифицирован с арабским «баккал» («торговец»). В иерархии высоких и средних каст банья шли сразу после раджпутов и перед каястхами (писцы, служащие административно-налогового аппарата). Их влияние базировалось на близости к многочисленным султанам, навабам и махараджам.
На протяжении всего Средневековья (от династии Гурджара-Пратихара до образования империи Великих Моголов) и Нового времени в Северной Индии шёл процесс образования и дробления торговых каст. Например, в XV веке бхати числились как земледельцы, а уже в XVIII—XIX веках они стали известны как влиятельная торговая каста Пенджаба. В произведениях Али Мухаммада Хан Бахадура часто упоминаются ростовщики и купцы из Марвара, которые брали на откуп сбор земельных налогов в Гуджарате. Уже в XIX веке они оформились в особую касту марвари, которая специализировалась на торговле, кредитовании и обмене денег.
В зависимости от благосостояния и социального положения торговые касты распределялись на иерархической лестнице: финансисты-марвари находились на верху, а торговцы морской солью дхусар считались одной из низких каст. Имущественное и социальное неравенство внутри банья или отдельных подкаст нередко приводило к формированию новых каст и подкаст. Например, в Гуджаратском султанате торговцы бохра считались еретиками. Во второй половине XVI века они разделились на суннитов и шиитов, фактически став отдельными этнокастовыми общинами. Сунниты считали шиитов «неверными» и запрещали брачные союзы с ними.
Острые противоречия между бохра вылились в 1730-х годах в кровавые события в Ахмадабаде. Махараджа Абхи Сингх поставил главу суннитов во главе всей общины бохра, но шииты убили его. Тогда махараджа наложил на шиитов крупный штраф, что вынудило всех состоятельных бохра из числа шиитов рассеяться по свету. До сих пор общины бохра-исмаилитов имеются среди индийцев Маврикия, Реюньона, Коморских островов, Мадагаскара, ЮАР, Мозамбика, Танзании и Кении.

## Банья в Раджастхане

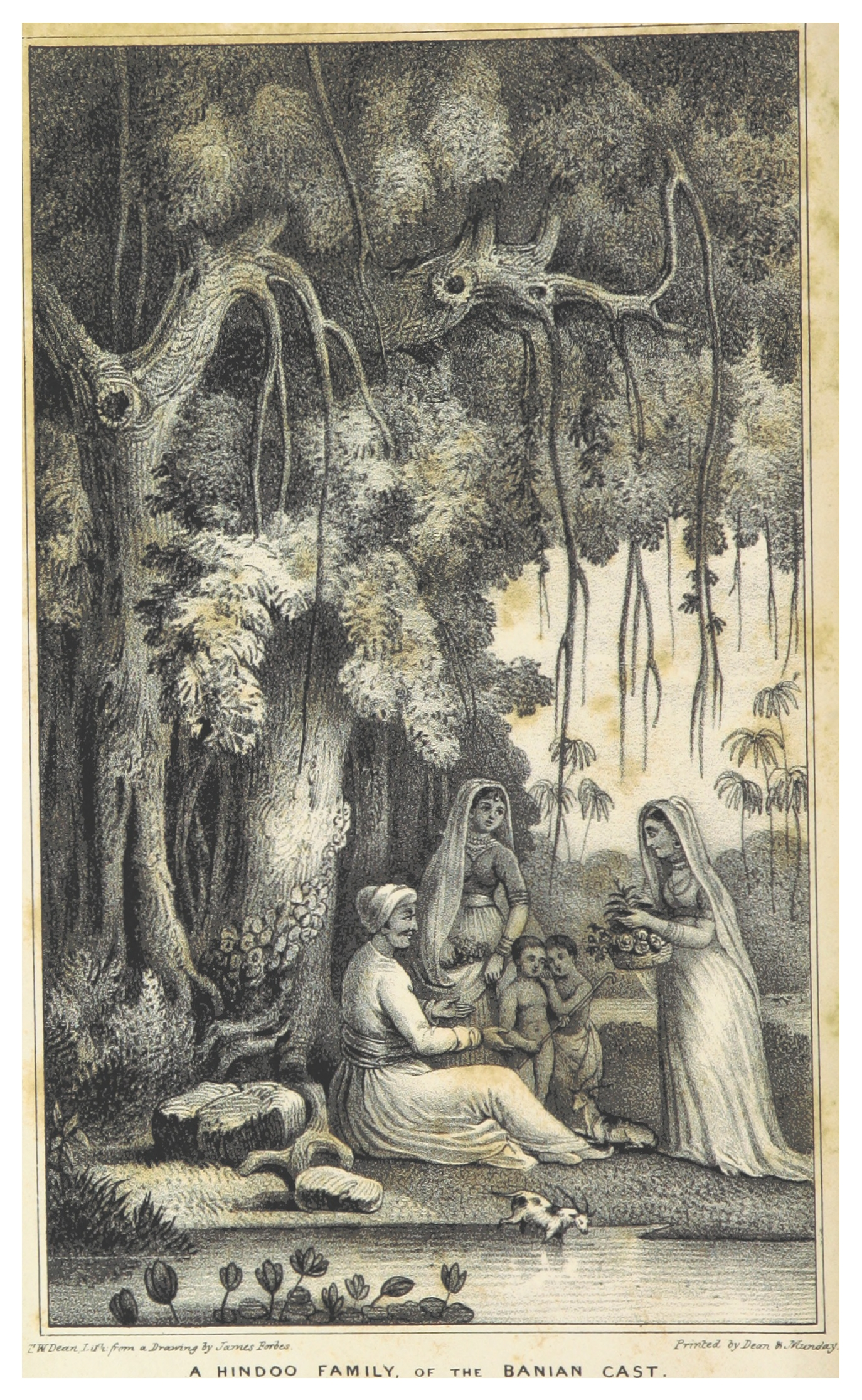
Семья торговца банья. Рисунок XIX века

В Раджастхане издревле существовали традиции посреднической торговли и ростовщичества, которыми занимались представители марварийской касты банья (бханья). В британский период марвари перешли к компрадорской деятельности, выступая посредниками в поставках товаров из глубинных районов страны в Бомбей и Калькутту. Интересы марвари охватывали всю Северную, Западную и Восточную Индию: почти в каждом городе работали их торговые дома, меняльные конторы, офисы ростовщиков и скупщиков. Особенно большие общины торговцев-марвари сложились в Мадхья-Прадеше, Уттар-Прадеше, Харьяне и Химачал-Прадеше.
Сколотив состояния на компрадорской деятельности, переняв у британцев западные методы управления и технологии, многие марвари занялись собственной коммерцией. Однако, несмотря на то, что сфера интересов марвари охватывала всю Индию, в самом Раджастхане они не создавали значительных предприятий. К марварийским предпринимателям относятся богатейшие семьи Индии: Бирла, Далмия, Сингхания, Руия, Поддар, Саху Джайн, Морарка, Бангур, Джайпурия, Баджадж, Гоэнка и другие.
В Раджастхане банья относятся к средним кастам, уступая в социальной иерархии лишь брахманам и раджпутам. Большинство банья проживает в городах, занимаясь коммерцией. В деревнях банья владеют землями, магазинами и ростовщическими конторами. Банья не вступают в негласную борьбу с раджпутами и брахманами за главенство в сельской местности, предпочитая утверждать своё влияние посредством богатства. В Раджастхане марвари делятся на несколько торговых подкаст, входящих в сообщество банья — махаджан, махавар, сараваги, порваль (порвад), шрималь, агравал (агарвала), осваль, махешвари, сунга (сунла), лохия, кхандельвал, виджайваргия, хумар, палливал и другие. Многие подкасты имеют влиятельные лоббистские организации, например Махешвари сабха (ассоциация махешвари-банья) и Агравал самадж (ассоциация агравал-банья), на которые во время региональных и общеиндийских выборов опираются политические партии штата.
Основная часть марварийских банья исповедует индуизм, но значительная часть принадлежит к джайнам. Издавна марвари, в том числе марварийские джайны (ростовщики, купцы, владельцы караванов), финансировали строительство дворцов и храмов, а также покровительствовали искусствам. Члены подкасты махавар влиятельны в Алваре и Джайпуре, они исповедуют кришнаизм, строгие вегетарианцы и не употребляют алкоголь. В Южном Раджастхане (округа Пали и Сирохи) влиятельна подкаста порваль (порвад), в среде которой много джайнов; в округе Джалор — подкаста шрималь; в округах Сикар, Нагаур и Джодхпур — подкаста махешвари.
Подкаста сунга ведёт своё происхождение от брахманов, которые перешли в варну вайшьев. Сунга говорят на марвари, они влиятельны в Джалоре, Сирохи, Пали, Джодхпуре и Биканере. Большинство сунга заняты в торговле, но некоторые занимаются и сельским хозяйством. Подкаста кхандельвал влиятельна в Сикаре, Алваре, Джайпуре и Аджмере. Она делится на 72 готры, каждая из которых поклоняется собственной матери-богине (куладеви). В Джайпуре базируется бизнес-группа семьи Морарка (производство продуктов питания и напитков).
Подкаста виджайваргия (виджайвергия или виджай) зародилась в северо-восточном Раджастхане, откуда распространилась в Гуджарате, Махараштре, Харьяне, Дели, Мадхья-Прадеше, Джаркханде, Западной Бенгалии, Телингане, Карнатаке и Тамилнаде. Торговцы виджайваргия влиятельны в Сикаре, Джайпуре, Бхаратпуре, Тонке, Аджмере, Бхилваре, Коте, Читторгархе, Удайпуре, Джодхпуре и Биканере. В Раджастхане и за его пределами члены виджайваргии наиболее часто вступают в браки с выходцами из близких им подкаст махешвари и кхандельвал. Как и кхандельвал, виджайваргия делится на 72 готры. Большинство членов касты вишнуиты, но встречаются и последователи шиваизма.

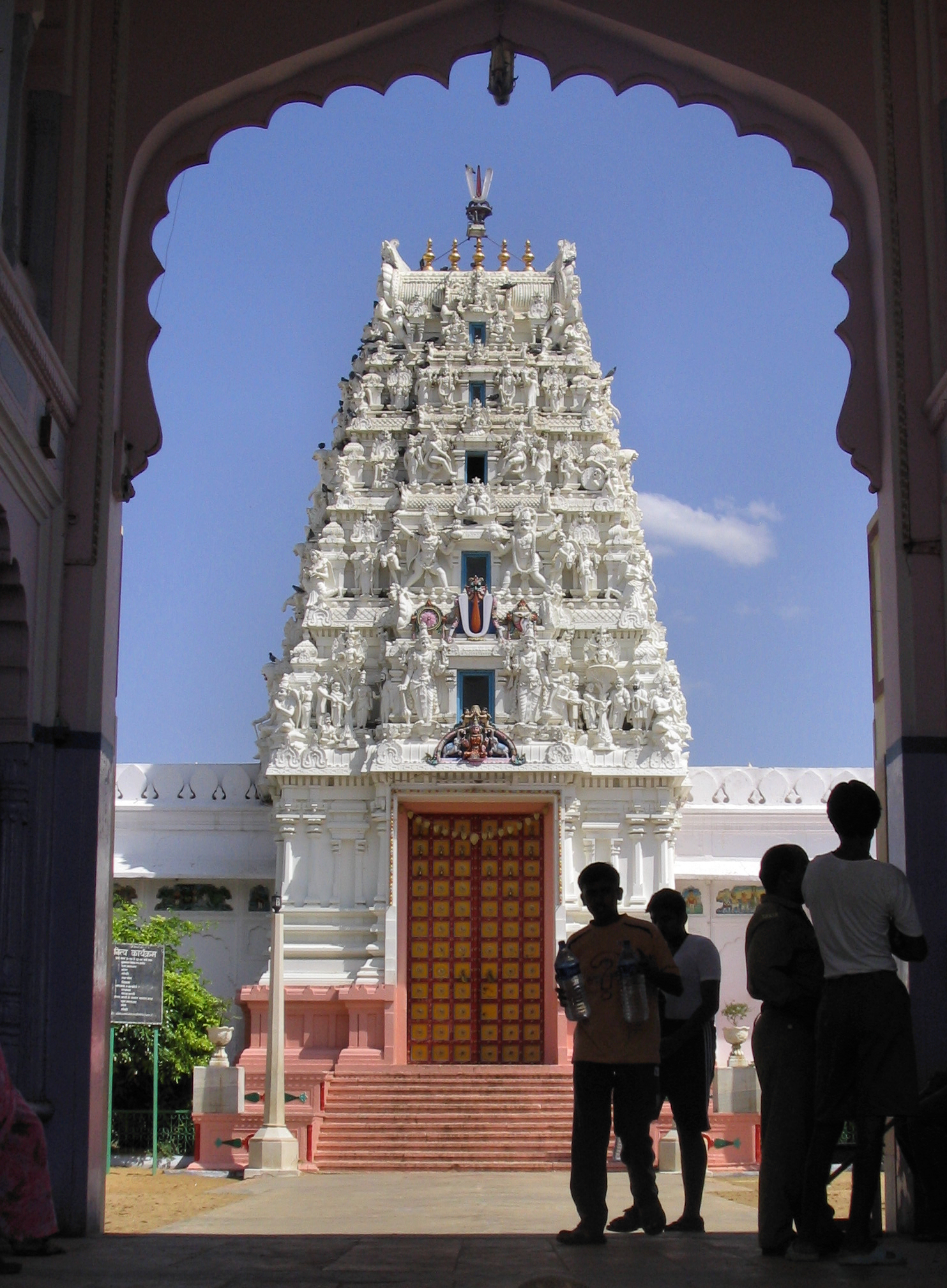
Храм в Пушкаре, построенный семейством Ганеривала

До начала XX века в Раджастхане доминировали три марварийские торгово-финансовые династии, известные как Great Ganeriwala Firm, Great Tarachand Ghanshyamdas и Great Sevaram Ramrikhdas. В этих семейных фирмах начинали свою карьеру прародители многих современных индийских корпораций, в том числе основатели таких могущественных династий, как Миттал, Бирла, Гоэнка и Сингхания.
В XIX веке произошёл взлёт влиятельной марварийской семьи Ганеривала, которая основала одну из самых многочисленных банковских династий Индии (известна как The Great Ganeriwala Firm). Более 20 филиалов семьи Ганеривала предоставляли услуги кредитования, страхования, обмена валют по всей стране. В одном из таких филиалов в Аджмере бухгалтером работал Шобхарам Бирла — один из родоначальников известной династии Бирла. Кроме предпринимательской деятельности члены семьи Ганеривала прославились благодаря строительству многочисленных индуистских храмов, роскошных хавели и школ в Раджастхане, Уттар-Прадеше, Харьяне, Махараштре и Хайдарабаде. Также Ганеривала были казначеями и банкирами низамов Хайдарабада, в том числе богатейшего Асафа Джаха VII, и агентами британских нефтяных, судоходных и чайных компаний.
Торговый дом Great Tarachand Ghanshyamdas был основан в конце XVIII века и процветал до середины XX века. Через фирму прошли многие представители марвари из региона Шекхавати, которые затем вышли на общеиндийскую арену. Во второй половине XIX века офисы компании работали в Калькутте, Бомбее, Амритсаре и городах Мальвы. С домом Great Tarachand Ghanshyamdas соперничал другой марварийский дом — Great Sevaram Ramrikhdas, офисы которого располагались в Канпуре, Мирзапуре, Фаррукхабаде и Калькутте.
Основатель Great Tarachand Ghanshyamdas Буготи Рам был казначеем наваба Фатехпура (современный округ Сикар), а его семья исторически выступала банкирами княжеских семей Джайпура, Биканера и Хайдарабада. Сын Буготи Рама открыл конторы фирмы в Бхатинде, Амритсаре и Хисаре, а внук Тарачанд занялся торговлей опиумом. Первоначально Great Tarachand Ghanshyamdas и Great Sevaram Ramrikhdas торговали шерстью и тканями, однако в начале XIX века они открыли конторы в Мальве и занялись поставками опиума в Калькутту. Особенно опиумная торговля возросла после Первой и Второй опиумных войн, когда марвари наладили поставки товара из Калькутты в Гонконг. С 1860-х и до 1914 года Great Tarachand Ghanshyamdas была крупнейшей компанией среди фирм марвари и успешно конкурировала с британскими компаниями. Офисы Great Tarachand Ghanshyamdas принимали депозиты, выдавали кредиты, занимались денежными переводами, обменом валют, ведением счетов, страхованием и оптовой торговлей. После роспуска Great Tarachand Ghanshyamdas наследники семьи Поддар — Неотия основали ряд успешных компаний в Индии, США и Европе, в том числе корпорацию Ambuja Cements в Мумбаи и Ambuja Neotia Group в Калькутте.

## Банья в Гуджарате и Мадхья-Прадеше
Издревле гуджаратские банья (ванья) занимались караванной торговлей, обменом денег и ростовщичеством. В британский период многие гуджаратские банья переселялись из отсталого и раздробленного Гуджарата в Бомбей, Мадхья-Прадеш, Уттар-Прадеш или страны Восточной и Южной Африки (в Кению, Танзанию, на Маврикий и Реюньон, в ЮАР). По состоянию на 1950-е годы, банья наряду с брахманами и патидарами (высшая каста землевладельцев) составляли большинство среди студентов и чиновников штата.
В Саураштре, Нимаре (округа Барвани, Бурханпур, Кхаргон, Кхандва) и Бунделкханде влиятельна подкаста порваль (порвад), в среде которой много джайнов. В Ахмадабаде и Сурате, а также в округах Нимуч, Мандсаур, Ратлам, Индор, Гуна, Гвалиор и Бхопал влиятельна торговая подкаста виджайваргия. В Сагаре, Тикамгархе, Чхатарпуре, Дамохе, Джабалпуре и Чхиндваре влиятельна торговая подкаста асати, в среде которой много джайнов. В Бунделкханде активна торговая подкаста гахой.
В приморских городах Гуджарата влиятельны торговые подкасты гханчи и модх (многие семьи гханчи эмигрировали в США, Канаду и Австралию). Из среды близких подкаст модх-гханчи и модх-банья вышли Махатма Ганди и Нарендра Моди. Также очень влиятельна в Гуджарате торгово-финансовая подкаста кхадаята. Крупнейшие общины кхадаяты имеются в Ахмадабаде, Кхеде, Гандинагаре и Вадодаре. На средства богатых кхадаятов содержатся фонды, которые помогают членам касты с образованием, лечением, жильём и открытием своего бизнеса. Члены подкасты сони занимаются ювелирным делом и торговлей ювелирными изделиями, говорят на диалекте гуджарати, многие относятся к секте Сваминараян. У различных кланов сони имеются свои ассоциации, например, Patni Soni Mandal или Shrimali Soni Mandal.

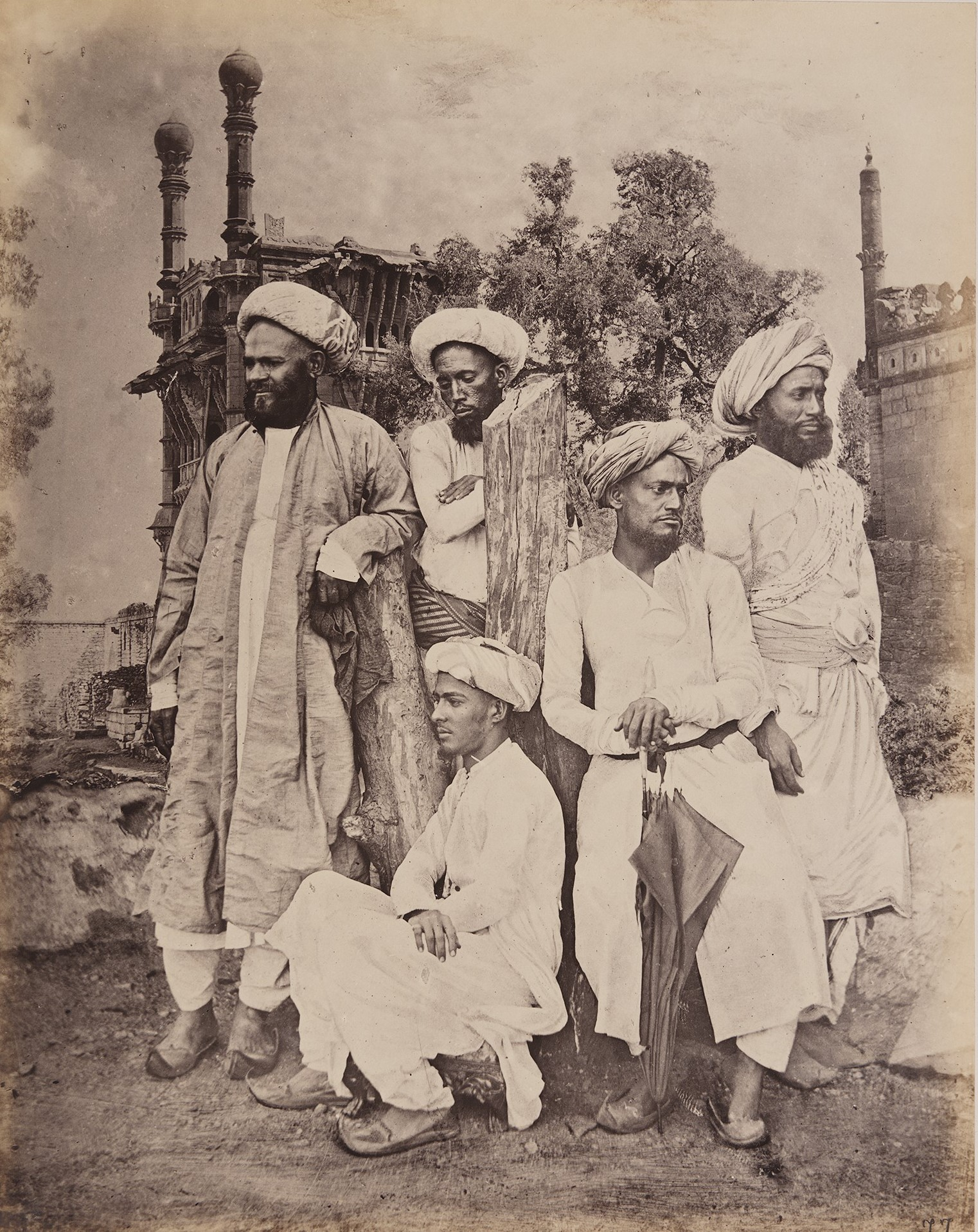
Меманы Западной Индии, XIX век

Особую категорию составляют мусульманские торговые касты меманов, бохра и ходжа, появившиеся в результате принятия гуджаратскими банья ислама. Меманы (мемоны или мехманы) являются суннитами, бохра — мусталитами, а ходжа — низаритами. Представители подкасты меманов-катчи занимают более высокое положение и не вступают в браки с меманами-халаи. Многие бохра и меманы-катчи не принимают пищу из рук «неприкасаемых» и не носят вещи, изготовленные ими. Ещё в первой половине XX века меманы-катчи и ходжа в вопросах наследования пользовались не фикхом, а обычным правом торговой касты лохана.
У меманов-халаи во главе джамаатов и кастовых фондов стоят мукхи, которые, однако, не вмешиваются в религиозные вопросы, находящиеся в компетенции шейхов и пиров. У ходжа также сохранился институт мукхи, но у них главы общин вошли в иерархию низаритов.
В Бомбейском президентстве бохра, ходжа и меманы занимали видное место среди коммерсантов, особенно в Бомбее, Ахмадабаде и Карачи. Они начинали в XVIII веке как посредники между англичанами и местным населением, в XIX веке из их среды вышло много влиятельных банкиров, купцов, подрядчиков, судовладельцев и судостроителей. Кроме того, в британский период торговые общины бохра, ходжа и меманов образовались в Адене, Восточной Африке, Бирме, Малайзии и Сингапуре.
Во второй половине XIX века в Бомбее выросли крупные торговые компании ходжа Дхарамси, Хабиббхоев, Каримбхоев, Севджи и Лаллджи, бохра Тайябджи и Адамджи, меманов Сиддиков. Например, Дхарамси принадлежали крупнейшие в Индии текстильные фабрики, торговые дома и земельные участки в Бомбее. В Восточной Африке процветали компании ходжа Топанов, Лилани, Вишрамов и бохра Дживанджи, в Рангуне — компании бохра Хуссейнов.
К концу XIX века среди бохра, ходжа и меманов сложились сильные группы крупной буржуазии. При этом среди них было много и мелких торговцев, и служащих компаний, и значительная прослойка юристов, врачей и чиновников. Между двумя мировыми войнами в Западной Индии возникли крупные монополии, которыми руководили ходжа Каримбхои, Чинои, Доссани, Рахимтулла и Фазалбхои, меманы Адамджи. На плантациях Дживанджи в Восточной Африке в 1930-х годах работало свыше 20 тыс. человек. После раздела Британской Индии многие бохра, ходжа и меманы бежали из Бомбея и Гуджарата в Пакистан, где заняли главенствующую роль в экономике молодой страны.

## Банья в Уттар-Прадеше, Уттаракханде, Дели, Харьяне и Пенджабе

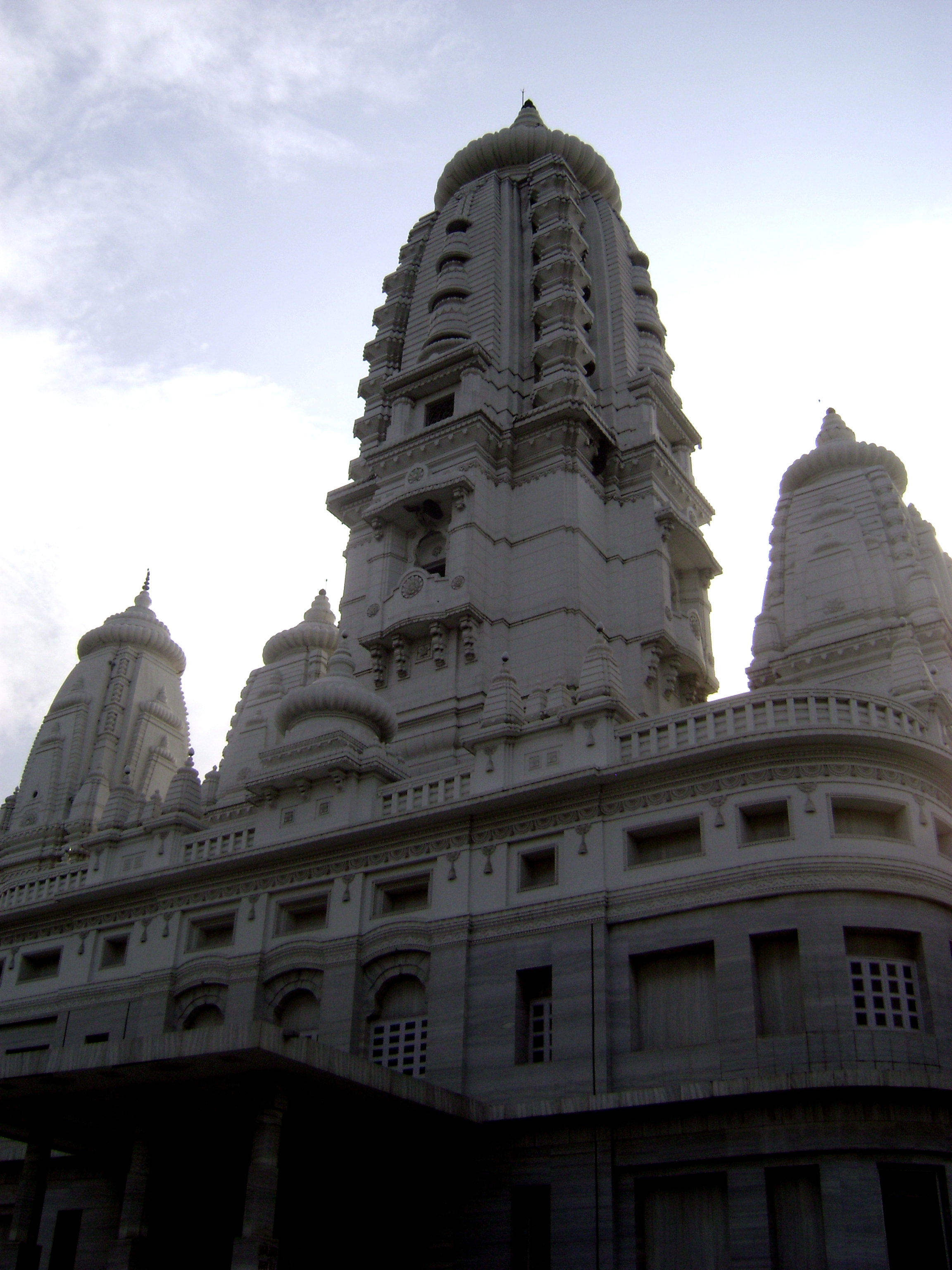
Индуистский храм в Канпуре, построенный Сингхания

В северо-западном Уттар-Прадеше и северо-восточной Харьяне влиятельна подкаста гхате банья. Её члены говорят на хариани, исповедуют вишнуизм, занимаются преимущественно посреднической торговлей и ростовщичеством. Главными центрами гхате банья являются Сахаранпур, Музаффарнагар, Шамли и Мератх в Уттар-Прадеше, Ямунанагар, Амбала и Курукшетра в Харьяне.
В округах Фаррукхабад, Хардой, Ситапур, Шахджаханпур, Пилибхит и Лакхимпур-Кхери штата Уттар-Прадеш влиятельна подкаста сунвани из сообщества банья. Представители этой касты говорят на авадхи и хинди, занимаются торговлей (небольшое число сунвани — землевладельцы) и носят фамилию Гупта. В Матхуре и Ревари влиятельна марварийская подкаста махавар.
В центральной и восточной части Уттар-Прадеша влиятельна подкаста омар (умар) из сообщества банья. Её представители занимаются торговлей в Канпуре, Лакхнау, Файзабаде, Горакхпуре, Пратапгархе, Праяградже и Варанаси, а также в Шахджаханпуре. Согласно преданиям омаров, они произошли из Айодхьи, затем расселились по всему Авадху, откуда мигрировали в города Бихара, Джаркханда, Мадхья-Прадеша и Махараштры (особенно в регион Видарбха). Члены касты носят фамилии Омар, Умар или Гупта. Основную массу составляют представители мелкой и средней буржуазии (владельцы лавок и магазинов), но встречаются и представители высшего сословия. Каста делится на три ветви — тил омар, дер омар и дусра.
Также в восточной части Уттар-Прадеша влиятельна торговая каста рониур (ронияр или рониор) из сообщества банья. Наибольшее число рониуров концентрируется в округе Махараджгандж, отдельные группы имеются в Горакхпуре, Варанаси, Мирзапуре и Лакхнау. Члены касты между собой разговаривают на авадхи, носят фамилии Гупта или Ронияр. Каста делится на три территориальные подгруппы (пурбия, панчнаха и баил-кучнаха), которые в свою очередь делятся на экзогамные кланы. Многие рониуры владеют небольшими магазинами в деревнях, зажиточная часть владеет землёй (джагирдары), занимается перепродажей риса и бобовых.
Каста агравал (агравала, агарвал, агарвала, аггарвал) зародилась в древности на территории современного округа Хисар в Харьяне, а затем распространилась в Раджастхане, Пенджабе, Дели и Уттар-Прадеше. При дворе Акбара агравалы из числа джайнов и индуистов занимали видные посты в финансовой сфере, в частности, руководили монетным двором в Агре и казначейством. В период Могольской империи и британского правления многие агравалы мигрировали в Бихар и Калькутту, где стали главным компонентом марварийских банья. Из среды агравал вышло много торговцев и ростовщиков, а в современной Индии — крупных предпринимателей и банкиров.
В Канпуре и Дели базируется влиятельная торгово-финансовая группа, принадлежащая семье марварийских банья Сингхания. Группа была основана бизнесменом Лала Кампалат Сингхания (1884—1937), которому наследовали его сыновья. Начиная с 1920-х годов Сингхания инвестировали в хлопчатобумажные, шерстяные, джутовые, сахарные, бумажные и маслодельные предприятия, а после 1947 года — в машиностроительные и химические заводы. В 1970-х годах Сингхания возглавляли крупнейшую промышленную группу Уттар-Прадеша. Сегодня в J.K. Organisation семьи Сингхания занято более 40 тыс. сотрудников, в состав группы входят компании, производящие шины, бумагу, цемент, автомобильные комплектующие, электронику, молочные продукты, а также работающие в сфере страхования, энергетики, биотехнологий, медицины и образования.
В Дели расположены штаб-квартиры CK Birla Group семьи Бирла (производство бытовой электроники, подшипников, автомобильных комплектующих, бумаги, строительных материалов и цемента, программное обеспечение, сеть магазинов электротехники, медицина и научные исследования), Dalmia Bharat Group семьи Далмия (производство цемента, огнеупорных материалов, сахара, энергетика и туризм) и S. Chand Group семьи Гупта (издательское дело). В Аллахабаде базируется Shyam Group семей Гупта и Аграхари (производство молочных продуктов, приправ и табачных изделий, гостиничный и складской бизнес, жилая недвижимость). В Лудхиане расположена штаб-квартира Vardhman Group семьи Осваль (производство текстиля, химических волокон, автомобильных комплектующих и стали).
В Дели, Фаридабаде и Чандигархе влиятельна торговая подкаста виджайваргия; в округе Ревари и городах Уттар-Прадеша влиятельна торговая подкаста досар (дхусар); в Дели и прилегающих округах Уттар-Прадеша активна торговая подкаста дхромер; в Лалитпуре влиятельна торговая подкаста асати, в среде которой много джайнов; в Джханси и Лалитпуре активна торговая и землевладельческая подкаста гахой. В Варанаси и окрестных округах влиятельна подкаста халвай, члены которой специализируются на торговле сладостями. Кроме того, в Барели, Каннаудже, Праяградже, Файзабаде и Дели имеется мусульманская подкаста халвай.
Матхура, Вриндавана и прилегающие округа являются исторической родиной торговой подкасты махури. В могольский период многие махури мигрировали из Матхуры в Бихар, Джаркханд и Бенгалию, а в XX веке — в Дели, Калькутту и Бомбей. Члены подкасты поклоняются Шакти и богиням-покровительницам своих кланов, которых насчитывается 14. В Дели, Мератхе и ближайших округах влиятельна торговая подкаста растоджи, члены которой делятся на 84 экзогамных клана и носят фамилии Растоджи, Рустаджи, Рохатджи. Крупные общины растоджи имеются в США и Канаде. Торговая подкаста шах (сах) влиятельна в Кумаоне (Алмора, Раникхет, Найнитал, Багешвар, Питхорагарх), а также в Бадауне, Праяградже и Бихаре. Некоторые кланы подкасты шах ведут своё происхождение от раджпутских родов Чаухан и Пармар.
Торгово-ростовщическая подкаста унай саху (уная или унава) происходит из округа Уннао и влиятельна в Рай-Барели, Барабанки, Файзабаде и Гонде. Члены касты говорят на авадхи и занимаются преимущественно финансовыми операциями.

## Банья в Непале

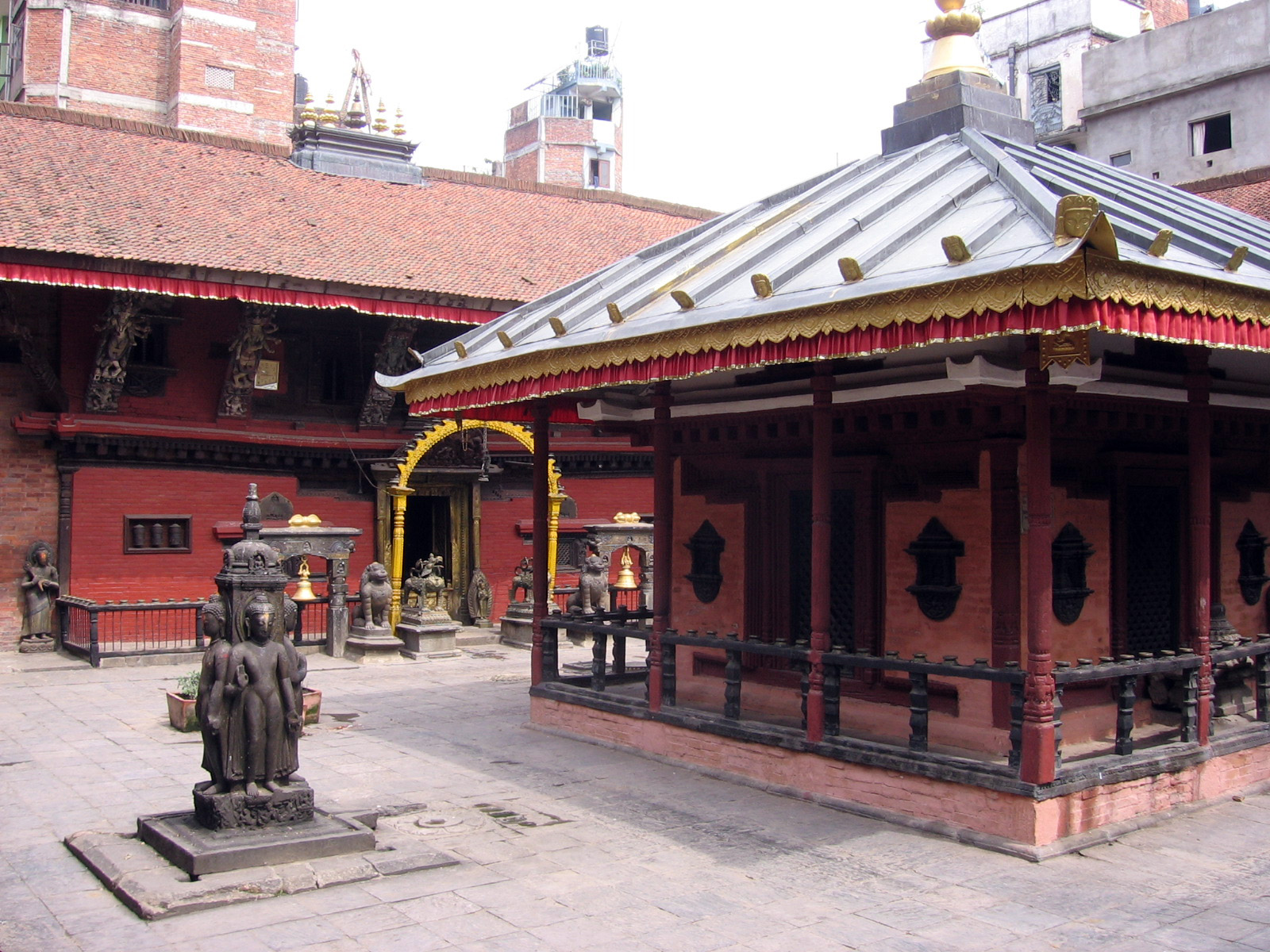
Буддийский храм сообщества банья в Катманду

В Непале, в долине Катманду среди неварцев влиятельна торговая каста банья, входящая в сообщество урай. Неварские банья говорят на неварском языке и принадлежат к буддийскому течению ваджраяна. Традиционно банья занимаются продажей лечебных трав, лекарственных средств и различного сырья для аюрведы, неварской и тибетской народной медицины.
В Катманду банья населяют районы Итум-Бахал, Банья-Чука и Джана-Бахал, где сконцентрированы их магазины лечебных трав и храмы. Среди банья распространена религиозная музыка Гунла-баджан. Они принимают активное участие в крупнейшем буддийском празднике неварцев Самьяк, который каждые 12 лет проводят в Катманду. Во время праздника каждой касте сообщества урай определена особая обязанность: банья готовят безалкогольный напиток сакхати.

## Банья в Бихаре, Джаркханде и Чхаттисгархе
В городах Сиван, Гопалгандж, Чхапра, Патна, Джамуи, Сахибгандж, Деогарх и Ранчи влиятельна торговая подкаста омар (умар) из сообщества банья. Члены касты владеют магазинами, компаниями, занятыми в декорировании и организации праздников, многие омары работают в государственных органах.
В округах Западный Чампаран, Восточный Чампаран, Саран, Музаффарпур, Патна, Гая, Навада, Мунгер, Бхагалпур влиятельна торговая каста рониур (ронияр, рониор или намнихар) из сообщества банья. В Западном Бихаре рониуры говорят на бходжпури, в Восточном Бихаре — на майтхили. Члены касты носят фамилии Сах, Саху, Гупта и Кесри, в семейной жизни они строго эндогамные, но в кланах практикуется экзогамия. Сельские рониуры владеют участками земли и небольшими магазинами, городские занимаются ростовщичеством и торговлей зерном. Также в Бихаре влиятельна подкаста магахи саху, члены которой занимаются кредитованием, обменом и переводом денег, торговлей маслом и носят фамилии Саху, Сао или Сах. В южных округах Гая и Наланда влиятельна торговая подкаста махури.
В Чхаттисгархе, особенно в округе Райгарх, влиятельна торговая подкаста аграхари. В Сасараме, Гае и Саране имеется подкаста аграхари, члены которой исповедуют сикхизм.

## Банья в Западной Бенгалии, Ассаме и Ориссе

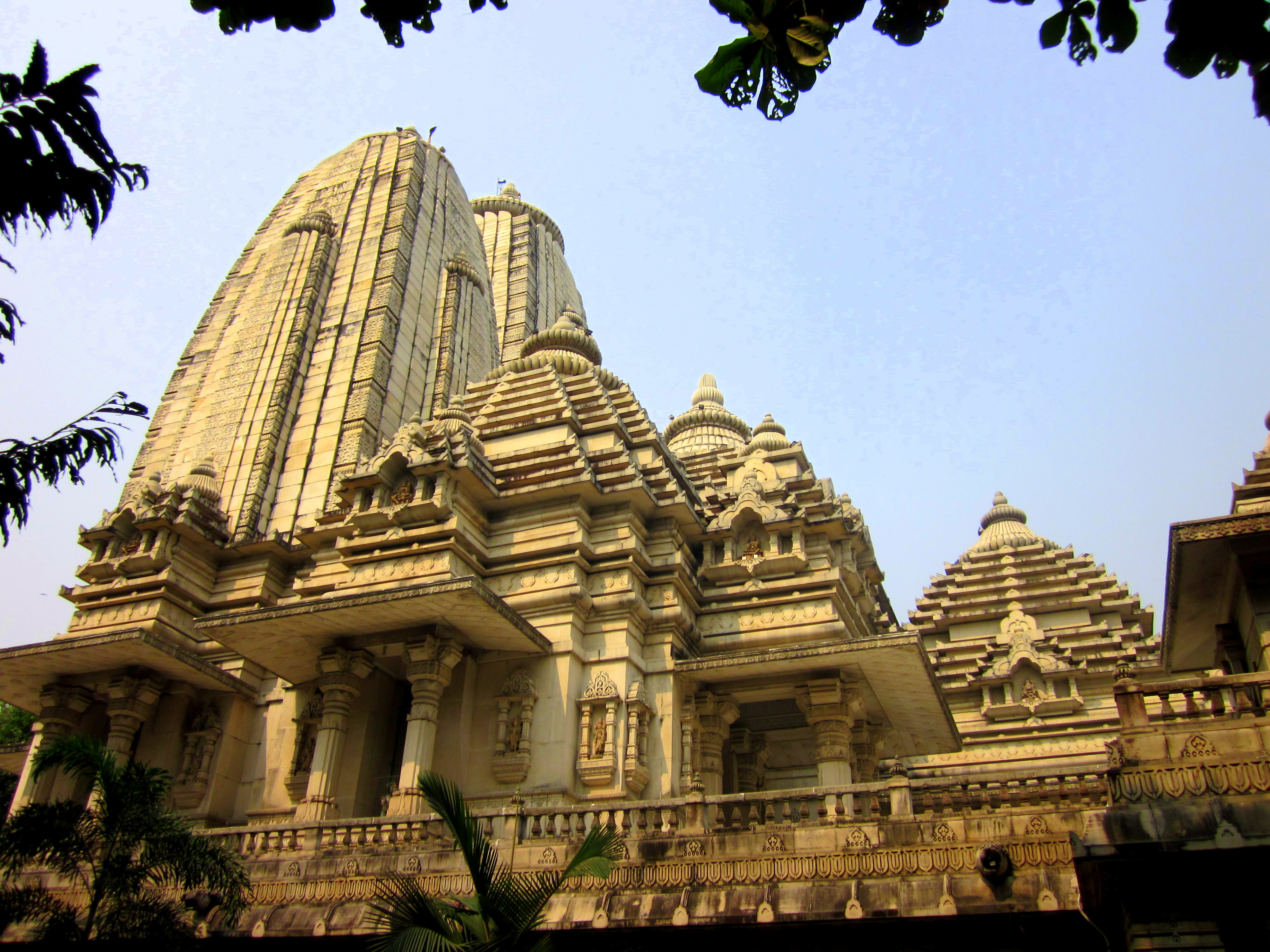
Храм Бирлы в Колкате

Ещё в британский период, воспользовавшись слабостью бенгальской буржуазии, господствующее положение в Калькутте занял марварийский капитал во главе с группой Бирла. Торговые дома банья заняли ведущие позиции в джутовой, чайной и пищевой промышленности, а в годы независимости (после 1947 года) стали активно инвестировать средства в машиностроение и химическую промышленность. Однако, значительную часть прибылей марвари выводили за пределы Западной Бенгалии. Во второй половине 1960-х годов в Калькутте проходили массовые выступления, имевшие резко антимарварийский характер.
В Калькутте расположены штаб-квартиры Birla Corporation или MP Birla Group семьи Бирла (производство цемента, кабеля, джутовых изделий и пищевых добавок, медицина и образование), Hindustan Motors семьи Бирла (производство автомобилей), Limtex Group семьи Поддар (производство чая и печенья, сельское хозяйство, информационные технологии, страхование), SK Bajoria Group семьи Баджория (производство огнеупорных материалов и технической керамики, страхование), Ambuja Neotia Group семьи Неотия (строительство, недвижимость, гостиничный бизнес, образование).
В Калькутте влиятельны торговые подкасты виджайваргия и аграхари. Кроме того, имеется группа аграхари, исповедующая сикхизм (они говорят на хинди и бенгальском, имеют отдельные гурдвары и не поддерживают отношения с сикхами, говорящими на панджаби). В Ориссе, как и в соседней Западной Бенгалии, влиятельны марварийские группы Бирла (производство бумаги) и Далмия (производство цемента и огнеупорных материалов). В Ассаме марвари после независимости Индии скупили у британских собственников обширные чайные плантации. Большая часть частного бизнеса Ассама находится под контролем марварийских и гуджаратских банья, что вызывает недовольство местного населения.

## Банья в Махараштре

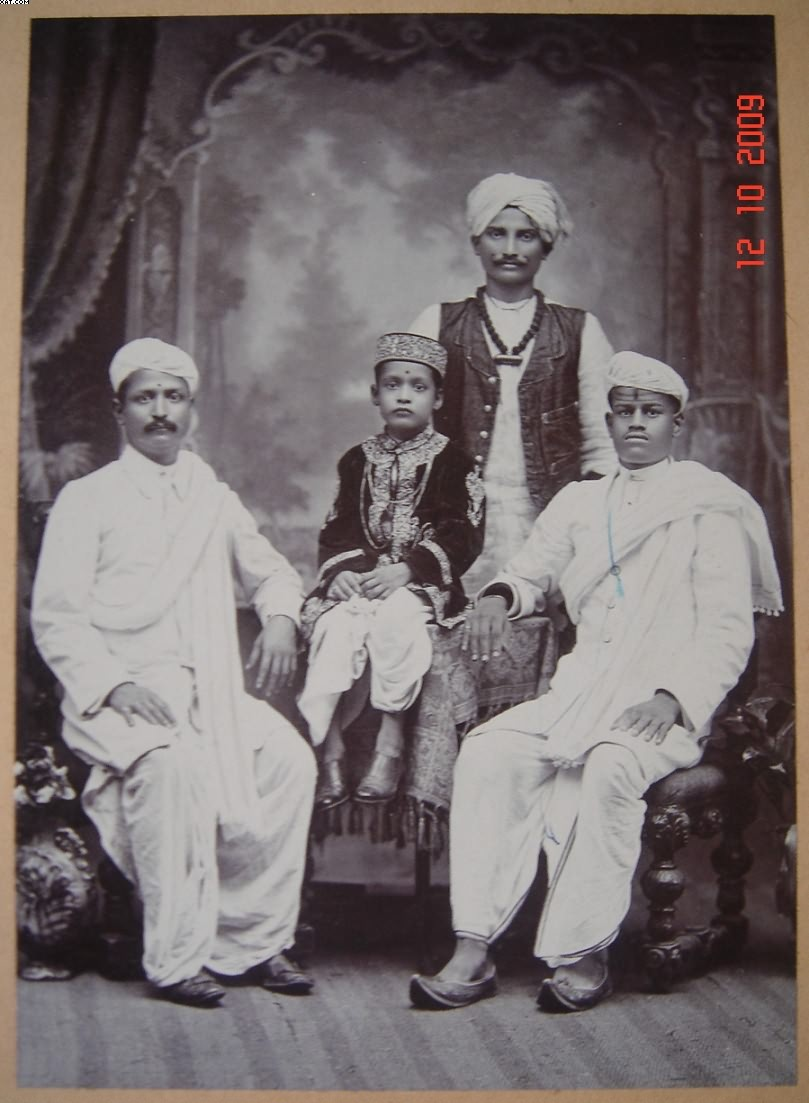
Торговцы-марвари в Бомбее

В британский период в Бомбее и Пуне сложилась самая многочисленная и мощная группировка индийских предпринимателей, среди которых доминировали представители гуджаратских и марварийских банья. Среди выходцев из Марвара и Гуджарата были как индуисты, так и джайны.
В 1947 году Бомбейское президентство было преобразовано в штат Бомбей, в котором могущественные группы марварийских и гуджаратских банья продолжали играть ведущую роль в экономике и политике. Они выступали против дробления штатов по лингвистическому принципу и даже предлагали выделить свою вотчину Бомбей в качестве самостоятельной административной единицы. Однако в 1960 году под давлением более многочисленных маратхов штат Бомбей был разделён на Махараштру и Гуджарат.
В Мумбае базируются многочисленные корпорации, принадлежащие марварийским и гуджаратским банья, в том числе:
- Aditya Birla Group семьи Бирла (производство алюминия, цемента, технического углерода, удобрений, химических волокон, текстиля, одежды, телекоммуникации, финансовые услуги, страхование, сети продуктовых супермаркетов и магазинов модной одежды)[90].
- Bajaj Group семьи Баджадж (производство мопедов, мотоциклов, автомобилей, подъёмного и электротехнического оборудования, вентиляторов, стали, косметики, сахара, добыча угля, энергетика, недвижимость, финансовые услуги, страхование и туризм)[91][92].
- Welspun Group семьи Гоэнка (производство стали, труб, домашнего текстиля, энергетика, сеть магазинов бытовых товаров)[93].
- RPG Group семьи Гоэнка (производство шин, электротехнического оборудования, лекарств, информационные технологии, сельское хозяйство)[94].
- Raymond Group семьи Сингхания (производство тканей, одежды, косметики, сеть магазинов одежды, авиаперевозки)[95].
- Lupin семьи Гупта (фармацевтика)[96].
- Ambuja Cements семей Неотия и Поддар (производство цемента)[97].
- The Times Group семьи Саху Джайн (издание газет и журналов, телерадиовещание, производство фильмов, интернет-бизнес).
- Motilal Oswal Group семьи Осваль (финансовые услуги)[98].

В Бхандаре и других округах региона Видарбха влиятельна торговая подкаста омар (умар) сообщества банья. В Мумбаи, Пуне и Нагпуре влиятельна торговая подкаста виджайваргия. В Гондия, Бхандаре и Нагпуре влиятельна торговая подкаста асати, члены которой исповедуют вишнуизм. В Мумбаи сконцентрированы члены гуджаратской подкасты кхадаята, которые в 1912 году основали организацию Khadayata Samaj.

## Банья в Джамму и Кашмир
В Кашмирской долине влиятельна подкаста кесарвани (кешервани или кесри-банья), члены которой издревле специализировались на торговле шафраном. В Средневековье многие кесарвани мигрировали в Уттар-Прадеш, Бихар и Мадхья-Прадеш.